# Peter Christen Asbjørnsen
Peter Christen Asbjørnsen (15. ledna 1812, Christiania (nyní Oslo) – 5. ledna 1885, tamtéž) byl norský mořský biolog, lesník a romantický spisovatel a folklorista. Proslavil se především díky sbírce norských pohádek, které sesbíral společně s Jørgenem Engebretsenem Moem. S Moem si byli tak blízcí v pracovním i osobním životě, že jsou běžně zmiňováni jako dvojice Asbjørnsen a Moe.

## Život
Asbjørnsenův otec i matka pocházeli ze selského rodu, otec byl sklenářem. S Jørgenem Engebretsenem Moem se seznámil roku 1827, když byli oba posláni svými rodiči do tříletého uměleckého a maturitního kurzu, který pořádal v  Ringerike probošt Støren. Navázali zde trvalé přátelství, které se stalo základem jejich budoucí společné sběratelské činnosti. Protože nebyl ve studiu příliš úspěšný (i pro dlouhou nemoc), poslal ho otec do Katedrální školy v Christianii. Po pokračovací zkoušce v roce 1833 se stal studentem přírodních věd na Královské Frederikově univerzitě. I nyní měl dlouhá období nemoci a nakonec si na studia musel vydělával jako domácí učitel na venkovských statcích.

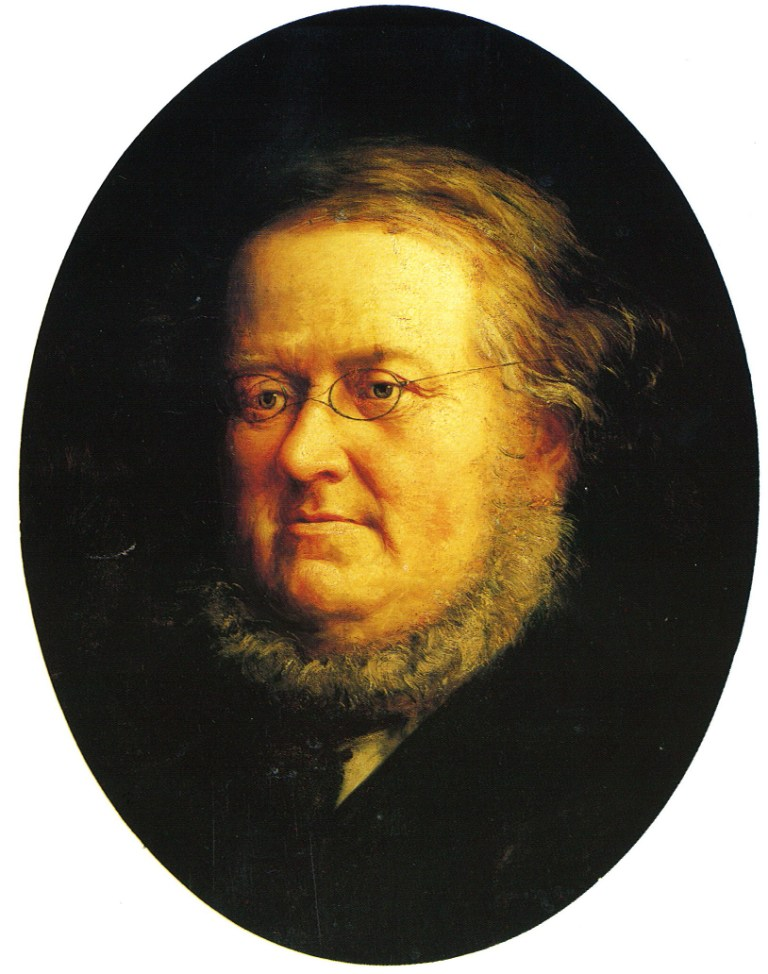
Asbjørnsenův portrét od Knuda Bergsliena z roku 1870.

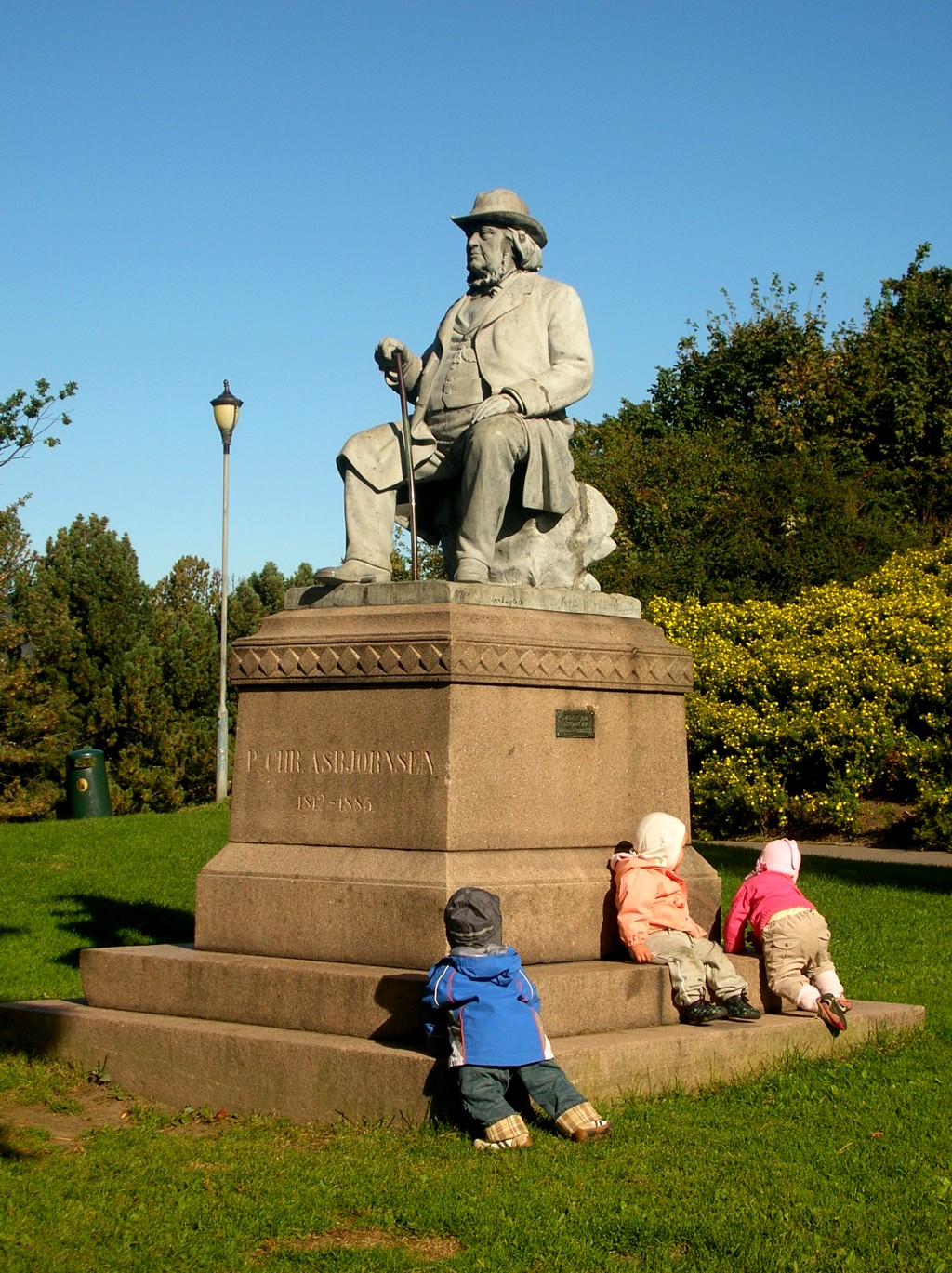
Asbjørnsenův pomník od Brynjulfa Bergsliena v Oslu z roku 1891

Již roku 1832 začal sbírat a zapisovat pohádky a pověsti. Roku 1837 se přihlásil na studium lékařství a začal spolupracovat s přítelem Jørgenem Engebretsenem Moem, se kterým vytvořil plán na vydání lidových pověstí a pohádek podle vzoru Pohádek bratří Grimmů. Výsledkem jejich spolupráce bylo roku 1841 vydání prvního sešitu norských lidových pohádek Norske Folkeeventyr. Celkem vyšli čtyři sešity pohádek, poslední roku 1844.
Ve čtyřicátých letech se studia lékařství vzdal, soustředil se na zoologii a specializoval se na mořskou faunu. V období 1846–53 získal několik grantů na studium oblastí podél norského pobřeží a v Hardangerfjordu objevil nový druh hvězdice. V letech 1849-1850 byl na plavbě po Středozemním moři a vrátil se s velkými sbírkami.
Společně s Moem pracoval dále na přípravě rozšířeného vydání pohádek a oba procestovali celé jižní a střední Norsko až po Trøndelag. Roku 1851 pak vydali nové, jazykově upravené a rozšířené vydání pohádek s poznámkovým aparátem od Moea. Tímto vydáním prakticky skončila spolupráce obou sběratelů. Přes rozdílnost svých zájmů zůstali ale oba dobrými přáteli až do konce života. Moe se začal věnovat svému církevnímu úřadu a Asbjørnsen především přírodním vědám, ale na rozdíl od Moea pokračoval i ve sběratelské činnosti. Samostatně vydal dvoudílnou sbírku Norske Huldre-Eventyr og Folkesagn (1845-1848, Norské pohádky o huldrách a pověsti) a roku 1871 novou sbírku pohádek Folke-Eventyr (Národní pohádky) s příspěvky z cest a záznamů od Moea, které mu Moe nezištně předal.
V letech 1856-1858 Asbjørnsen úspěšně studoval na lesnické akademii v Tharandtu v Sasku nedaleko Drážďan lesnictví a po návratu byl jmenován nadlesním v Trøndelagu. Roku 1861 představil v novinách Budstikken Darwinovu evoluční teorii. Zabýval se rovněž gastronomií. V roce 1864 získal státní stipendium na studium způsobu těžby rašeliny v Dánsku, Německu a Nizozemsku. Když se vrátil, vykonával nejen funkci nadlesního, ale také vedoucího výzkumu státního rašelinového hospodářství. To, že byl členem Královské norské vědecké společnosti v Trondheimu a v několika zahraničních vědeckých společností, svědčí o jeho vynikající mezinárodní pověsti přírodovědce.
Do důchodu odešel v roce 1876. Zemřel po dlouhé nemoci (cukrovka) roku 1885 v důsledku zápalu plic a byl pochován na Hřbitově našeho spasitele (Vår Frelsers gravlund) v Christianii.
Peter Christen Asbjørnsen byl v letech 1996-2015 zobrazován na bankovce v hodnotě 50 norských korun. Bankovka byla roku 2019 zrušena. 

## Výběrová bibliografie

### Literární publikace

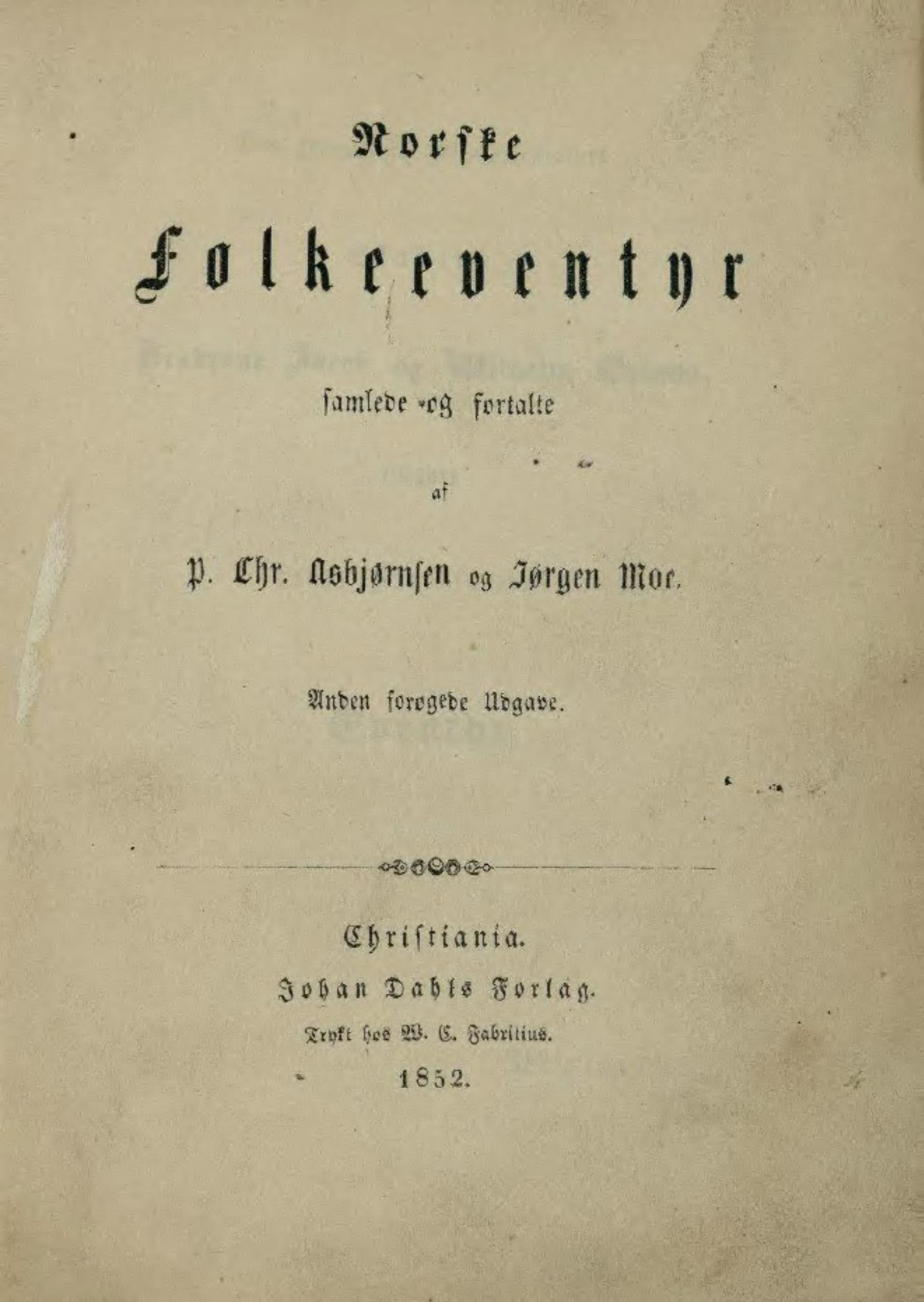
Norské lidové pohádky, vydání z roku 1852

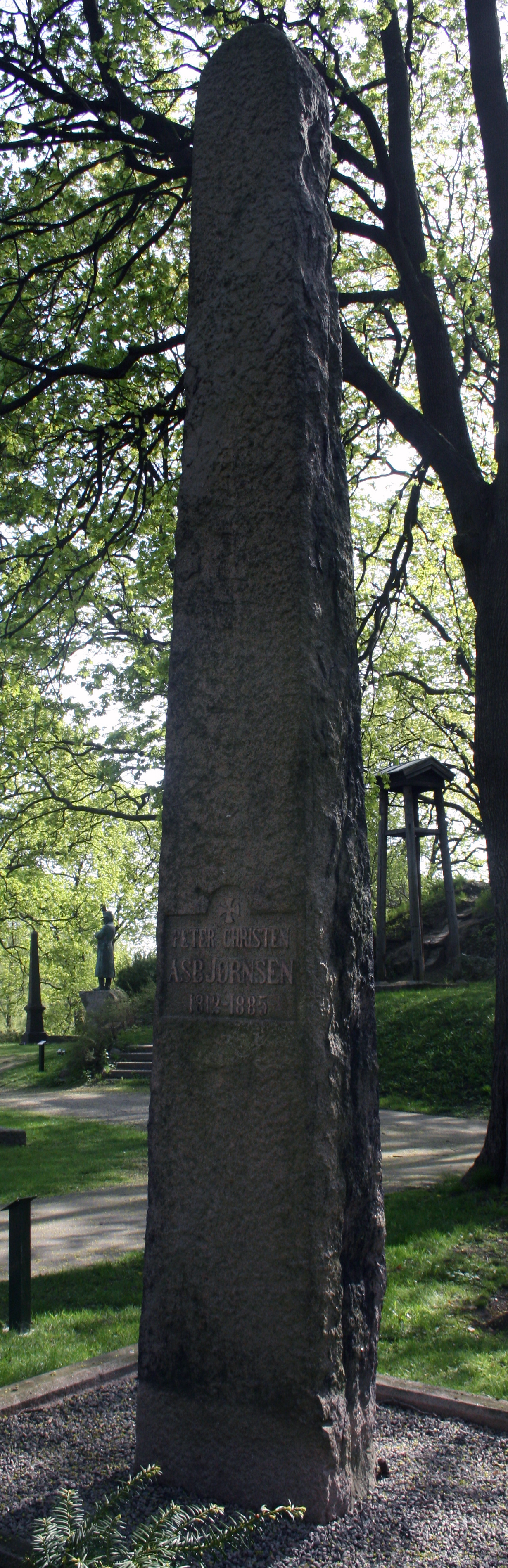
Asbjørnsenův hrob v Oslu

- Nor, en Billedbog for den norske Ungdom (1837, Nor, obrázková kniha pro norskou mládež), první ukázka Asbjørnsenovi sběratelské činnosti, obrázková knížka s osmi norskými pověstmi a pohádkami.
- Norske Folkeeventyr (1841-1844, Norské lidové pohádky), společně s Jørgenem Engebretsenem Moem, čtyři sešity autory sebraných lidových pohádek, definitivní jazykově upravené a rozšířené vydání je z roku 1851 s poznámkovým aparátem od Moea. Pohádky jsou napsány ve spisovném jazyce, ale zároveň se autoři snažili, aby vyprávění mělo blízko k lidovým dialektům. Kritické ohlasy byly zpočátku poněkud rozpačité, ale po uznání v zahraničí (například Jacopem Grimmem nebo Carlem Augustem Hagbergem) i domácí kritikové začali knihu chválit.
- Norske Huldre-Eventyr og Folkesagn (1845-1848, Norské pohádky o huldrách a pověsti), Asbjørnsenova samostatná dvoudílná kniha pohádek a pověstí.
- Folke-Eventyr (1871, Národní pohádky), Asbjørnsenova samostatná pohádková kniha s příspěvky z cest a záznamů od Moea, které mu Moe nezištně předal.

### Vědecké a další spisy
- Naturhistorie for Ungdommen (1838-1849, Přírodopis pro mládež), 6 bohatě ilustrovaných svazků.[8]
- Kortfattet Naturlære til Brug for Almuen og ved Undervisning i Skolerne (1841. Stručný přírodopis pro potřebu prostého lidu a pro vyučování ve školách),
- Om Skovene og om et ordnet Skovbrug i Norge (1855, O lesích a řádném lesním hospodářství v Norsku)
- Om Myrdyrkning (1856, O kultivaci rašelinišť).
- Fødemidlernes Opbevaring i Land og By (1860, Skladování potravin na venkově i ve městě).
- Fornuftigt Madstel (1864, Rozumná příprava jídla, kuchařská kniha obsahující i návody jak vést hospodárně domácnost. Vydáno pod pseudonymem Clemens Bonifacius.
- Torv og Torvdrift (1868, Rašelina a rašelinářství).

## Filmové a televizní adaptace
- Veslefrikk med fela (1951,  Fridolínek s houslemi), norský pohádkový krátký animovaný film, režie Ivo Caprino.
- Askeladden og de gode hjelperne (1961, Popelák a hodní pomocníci), norský pohádkový krátký animovaný film, režie Ivo Caprino.
- Reve-enka (1962, Liščí vdova), norský pohádkový krátký animovaný film, režie Ivo Caprino.
- Sjuende far i huset (1966, Sedmý hospodář v domě), norský pohádkový krátký animovaný film, režie Ivo Caprino.
- Gutten som kappåt med trollet (1967, Chlapec, který bojoval s trollem), norský pohádkový krátký animovaný film, režie Ivo Caprino
- Jackanory, anglický televizní seriál z let 1965-1966, ve kterém známě osobnosti čtou pohádkové příběhy pro děti. Ze 3015 patnáctiminutových epizod je 13 podle norských lidových pohádek.
- Prinsessen i Eventyrriket (2001-2004, Princezna v říši pohádek), norský televizní pořad, ve kterém norská princezna Marta Louisa čte na Vánoce norské lidové pohádky.[9]

## Česká vydání
- Norské pohádky. Praha: Jan Laichter 1913, přeložila Milada Krausová-Lesná.
- Norské lidové pohádky. Praha Jan Otto 1941, přeložila Jiřina Vrtišová, výbor čtyřiceti šesti pohádek.
- Veselé norské pohádky. Praha: SNDK 1957, přeložila Jiřina Vrtišová, výbor patnácti vtipných pohádek.
- Zámek Soria Moria . Praha: SNDK 1959, přeložila Jiřina Vrtišová, pohádka o statečném Halvorovi, zlých trolech a třech zakletých princeznách.
- Panenka v trávě .	Martin: Osveta 1959, přeložila Marie Hledíková.
- O Popeláčkovi a obrovi. Martin: Osveta 1959, přeložila Marie Hledíková.
- Pasáček zajíců . Praha: Lidové nakladatelství 1970, přeložila Jiřina Vrtišová, výbor čtyř pohádek.
- Na východ od slunce, na západ od měsíce. Praha: Albatros, přeložila Jiřina Vrtišová.
- O princeznách z Modrého vrchu. Praha: Albatros 1973, vybrali a přeložili Jiřina Vrtišová a Břetislav Mencák, výbor třiceti pohádek.
- Norské pohádky. Praha: Kentaur 1994, přeložil Jan Hendrych, výbor dvaceti jedna pohádek.
- O obrovi, který neměl srdce v těle. Praha: Argo 2012, přeložila Jarka Vrbová, kniha obsahuje všechny pohádky z norského originálu.